# Édgar Benítez
Pour les articles homonymes, voir Benitez.
Édgar Milciades Benítez Santander (né le 8 novembre 1987 à Repatriación (en) au Paraguay) est un joueur de football paraguayen.
Surnommé Pájaro (« l'oiseau »), il évolue actuellement au poste d'attaquant à l'Universidad César Vallejo.

## Biographie

### Club
Benítez commence sa carrière dans le club du Club 12 de Octubre à Itaugua avant de partir évoluer au Libertad en 2005, avec qui il évoluera en Primera División de Paraguay, mais jouera surtout sur le banc. En 2008, il est prêté au Club Sol de América et s'impose rapidement dans l'effectif titulaire du club, devenant un joueur clé et un buteur prolifique.
Le 1er décembre 2008, il quitte son pays natal et part tenter sa chance au Mexique au CF Pachuca. Il fait ses débuts avec le club mexicain le 2 janvier lors d'un match comptant pour l'Interliga 2009, et inscrit son premier but avec le club lors d'une victoire 4-0 contre les Estudiantes Tecos. Il terminera sa saison en tant que meilleur buteur avec 4 buts en 4 matchs, aidant le Pachuca à obtenir sa qualification pour la Copa Libertadores 2009.
Depuis la fin 2009, il perd sa place de titulaire pour le Pachuca, et entre en tant que remplaçant pratiquement à chaque match. Il participe à presque tous les matchs du Bicentenario 2010. Le 20 février 2010, il est titulaire lors d'un match contre les Jaguares de Chiapas. Il inscrit un doublé lors de ce match (score final de 2-2).

### Sélection
Grâce à ces bonnes performances avec le Sol de América, il est appelé en équipe du Paraguay de football et fait ses débuts en sélection lors des qualifications pour le mondial 2010, lors d'un match contre le Pérou avec une victoire 1-0 à la clé.

## Palmarès
Libertad
- Championnat du Paraguay (2) : 2006, 2007

 Pachuca
- Ligue des champions de la CONCACAF (1) : 2009–10